# Setaphora panningi
Setaphora panningi är en kräftdjursart som beskrevs av Johann Moritz David Herold 1931. Setaphora panningi ingår i släktet Setaphora och familjen Philosciidae. Inga underarter finns listade i Catalogue of Life.